# Сафоново (Дмитровский городской округ)
Сафоново — деревня в Дмитровском районе Московской области, в составе городского поселения Яхрома. Население — 4 чел. (2010). До 1954 года Сафоново — центр Сафоновского сельсовета. В 1994—2006 годах Сафоново входило в состав Подъячевского сельского округа.

## Расположение
Деревня расположена в западной части района, примерно в 13 км на запад от города Яхромы, на водоразделе Яхромы и Лутосни, высота центра над уровнем моря 240 м. Ближайшие населённые пункты — Харламово на востоке и Овчино на юге. В 2 километрах от деревни располагается конюшня. В 2018 году была произведена реконструкция автомобильной дороги, которая проходит через её центр. В центре деревни расположен частный продуктовый магазин.

## Население
| 2002 | 2006 | 2010 |
| ---- | ---- | ---- |
| 5    | →5   | ↘4   |